# Louis de La Corne
Pour les articles homonymes, voir Corne.
Ne pas confondre avec son frère du même nom, le chevalier Louis de Chapt de La Corne, l'aîné.
 (novembre 2023).
Si vous disposez d'ouvrages ou d'articles de référence ou si vous connaissez des sites web de qualité traitant du thème abordé ici, merci de compléter l'article en donnant les références utiles à sa vérifiabilité et en les liant à la section « Notes et références ».
Louis, chevalier de La Corne, né le 6 juin 1703 au Fort Frontenac et mort le 15 novembre 1761 dans la baie Aspy, est un officier militaire français. Deuxième fils de Jean-Louis de Lacorne et Marie Pécaudy de Contrecœur, il prit part à la Guerre de Sept Ans.

## Biographie
En 1722, il entre dans l’armée, comme enseigne en second.
En 1738, il devient lieutenant, puis capitaine en 1744.
En 1747, il est en Acadie. Il est commandant en second d’un groupe de quelque 300 Canadiens et Amérindiens, sous la direction de Nicolas-Antoine Coulon de Villiers. Lors de la bataille de Grand-Pré, Villiers est blessé au début du combat, La Corne prend le commandement des troupes françaises.
Le 1er mai 1749, il est fait chevalier de l'Ordre de Saint-Louis.
Jusqu'en 1750, il s'oppose aux Anglais depuis le Fort Beauséjour.
En 1752, il fait édifier le Fort Paskoya situé près de la ville de Le Pas dans le Manitoba.
En 1753, il fait construire un second fort qui sera nommé Fort de La Corne en son honneur.
À partir de 1755, il participe activement à la Guerre de Sept ans contre les Anglais, notamment aux côtés de son frère, Lacorne Saint-Luc.
En 1760, il est blessé en tentant de reprendre Québec lors de la bataille de Sainte-Foy.
En 1761, il s'embarque pour la France, mais meurt noyé lors du naufrage de l'Auguste sur lequel il se trouvait au large des côtes acadiennes de l'île du Cap-Breton. Le récit de sa mort fut relaté par son frère, un des sept survivants, Lacorne Saint-Luc.

## Sources
- Saint-Pierre, Marjolaine, Lacorne Saint-Luc: l'odyssée d'un noble, 1711-1784, Québec, Septentrion, 2013, 404 p.